# مشاش الطارف
مشاش الطارف أحد المراكز الإدارية التابعة لمحافظة المويه في منطقة مكة المكرمة، المملكة العربية السعودية.

## المركز
يبعد المركز عن محافظة الطائف 300 كيلو متر بإتجاه الشمال الغربي، نوع الطريق أسفلت بمسافة 200 كم وطريق وعر بمسافة 100 كم. أقرب مدينة أو قرية بها تعليم هو مركز الرفايع الذي يبعد عم المركز 50 كم. أما أقرب مدينة أو قرية بها مركز للخدمات الصحية فهو مركزالرفايع. الخدمات عامة: يوجد في المركز مركز إداري.